# Добряков, Владимир Андреевич
Владимир Андреевич Добряко́в (1924, Москва — 2008, Воронеж) — детский писатель, автор более трех десятков повестей. Член КПСС с 1957 года. 

## Биография
Родился 26 августа 1924 года в Москве в рабочей семье.  Воспитывала его только мама Римма Сергеевна Квасникова, она работала швеей. Отец Андрей Дмитренко был из Петрограда, человек разъездной, заготовитель пушнины. Фамилия Добряков досталась Владимиру от первого мужа Риммы Сергеевны - Николая Добрякова. 
Во время Великой Отечественной войны войны будущий писатель Владимир Добряков не попал в действующую армию. Вместо этого – работал на строительстве оборонительных сооружений в Орловской области, куда рвались немецко-фашистские войска. Затем был эвакуирован под Куйбышевом (теперь Самара), где трудился на авиазаводе. 
После окончании войны квартира семьи Добряковых в Москве оказалась занятой, и он с матерью уехал в Киев, а затем во Львов. Учился на факультете русской филологии во Львовском университете (до 1950 года), но не окончил его, так как увлекся литературным трудом, которому посвящал все своё время. Первым его талант из маститых писателей заметил Ярослав Галан и рекомендовал Добрякова для вступления в Союз писателей. Через три месяца Галана убили националисты в его собственном кабинете, когда он трудился над очередным произведением. Эта трагедия потрясла Владимира Добрякова, и он придал особое значение словам Ярослава Галана, считал делом чести оправдать кредит доверия писателя. 
Как прозаик Владимир Добряков начал печататься с 1949 года в журнале «Литературный Львов». Работал в газетах «Львовская правда» (1951—1953) и «Слава Родины» (1954—1961). Здесь же, во Львове в 1957 году вышла и его первая книга – детская повесть «Отец и Володька». В этом жанре написано большинство его произведений, все они – о детях и для детей. 
В 1962 году переехал со Львова в Липецк. В 1963 году Владимира Добрякова приняли в Союз писателей СССР. На новом месте он стал ответственным секретарем Липецкой организации Союза писателей РСФСР (1966—1977).
Начиная с 1979 года и до самой смерти Добряков проживает в Воронеже. В 1980—1984 годах является уполномоченным Литфонда в Воронеже. Создал городской Клуб юных сочинителей (работа Клуба восстановлена в 2018 году при поддержке Фонда поддержки и развития русского языка им. М.И. Картавцевой на базе воронежской библиотеки им В.А. Добрякова). Уже на пенсии, в 2006 году он стал шеф-редактором газеты «Ворон и ёж», приложения к областному общественно-политическому изданию «Молодой коммунар».
Владимир Добряков умер 8 августа 2008 года. Похоронен в Воронеже на Коминтерновском кладбище. Писал до последнего дня, оставив несколько незаконченных повестей и рассказы. Им издано 30 книг повестей и рассказов для детей.

## Семья
Был женат на Вере Владимировне Добряковой, от которой родились сын Андрей Добряков, 1953 г.р. (погиб трагически в 1984 г.), и дочь Елена Добрякова, 1961 г.р. Елена закончила Воронежский государственный университет, отделение журналистики. Ныне живет в Санкт-Петербурге, работает в Театре юного зрителя им. А.А.Брянцева, она автор множества статей и интервью в области культуры и искусства. В.В. Добрякова живет в Липецке, 19 июля 2015 года ей исполнился 91 год.
В 1979 году Владимир Добряков женился на Тамаре Тимофеевне Давыденко, редакторе Центрально-Чернозёмное книжное издательство. Т.Т. Давыденко умерла в июле 2010 года.